# Daunorubicina
La daunorubicina (chiamata anche daunomicina) è un antibiotico glicosidico appartenente alla famiglia delle antracicline isolato dai brodi di coltura di Streptomyces coeruleorubidus o Streptomyces peucetius.

La molecola, strutturalmente correlata alla doxorubicina, è costituita dal daunomicinone (un aglicone tetraciclico) e dalla daunosamina (un aminocarboidrato). La daunorubicina è un antibiotico antineoplastico.

## Meccanismo d'azione
Il farmaco sembra agire inibendo la sintesi di DNA e di RNA DNA-dipendente intercalandosi tra le coppie di basi nucleotidiche del DNA con conseguente compromissione della doppia elica.
La daunorubicina può inoltre inibire l'attività della polimerasi e influire così sulla regolazione dell'espressione genica.
Il farmaco attraverso generazione di radicali liberi è probabilmente coinvolto nel danno al DNA.
Sebbene la citotossicità della daunorubicina sia massima durante la fase S (sintesi) del ciclo cellulare, non può essere considerata ciclo-specifica. La daunorobucina è anche dotata di attività antibatterica e immunosoppressiva.

## Farmacocinetica
La daunorubucina risulta essere molto irritante per i tessuti e questa sua caratteristica la rende obbligatoriamente somministrabile per via endovenosa.
Il farmaco si distribuisce rapidamente e ampiamente nell'organismo e raggiunge concentrazioni elevate particolarmente in milza, reni, fegato, polmoni e cuore. La daunorubucina non attraversa la barriera ematoencefalica.
L'eliminazione del farmaco in forma immodificata segue un andamento bifasico: durante la fase iniziale l'emivita plasmatica è di 45 minuti mentre nella fase terminale è di 18,5 ore.
Il metabolita plasmatico principale è il daunorubicinolo, anch'esso dotato di attività antineoplastica, che presenta un'emivita plasmatica media di 26,7 ore. 
La daunorubicina viene metabolizzata nel fegato ed in altri tessuti principalmente ad opera di aldo-cheto reduttasi citoplasmatiche. Un'ulteriore riduzione a livello del legame glicosidico porta alla formazione di agliconi inattivi che sono demetilati e coniugati con acido solforico e acido glucuronico da parte degli enzimi microsomiali epatici.
La daunorubicina ed i suoi metaboliti sono escreti nelle urine e nella bile.

## Tossicità
La DL50 nel topo, dopo somministrazione endovenosa, è di 26 mg/kg.

## Usi clinici
Quando è associata ad altri farmaci antineoplastici la daunorubicina si è dimostrata efficace nell'induzione di remissioni in molte forme di leucemia ed in particolare nelle forme acute di leucemia linfoblastica (con vincristina e prednisone o prednisolone) e non linfoblastica (con citarabina e tioguanina). La daunorubicina è impiegata inoltre nel trattamento di neuroblastomi.

## Effetti collaterali
In particolar modo all'inizio della terapia la daunorubicina può causare nausea, vomito, febbre, convulsioni, aritmie cardiache, depressione del tratto ST dell'ECG, edema polmonare a volte letale.
Si può osservare flebite nel sito di iniezione o necrosi in caso di infiltrazione tissutale accidentale.
Durante la terapia possono comparire depressione midollare (con leucopenia e trombocitopenia), stomatite che può evolvere fino a vere e proprie ulcerazione del cavo orale, anoressia, enterocoliti emorragiche, dolore addominale, rash cutanei, alopecia reversibile (nell'80% dei pazienti), danno tubulare renale, ematuria.
Se si supera la dose totale di 550 mg/m2 può insorgere insufficienza cardiaca congestizia anche 1-6 mesi dopo la sospensione del trattamento.

La daunorubicina è teratogena, mutagena e cancerogena.

## Controindicazioni e precauzioni d'uso
La depressione midollare causata dal farmaco può portare ad un aumentato rischio di infezioni e di complicazioni emorragiche potenzialmente letali. Si richiede quindi un monitoraggio frequente dei parametri ematologici.
Il trattamento di una grave depressione midollare comprende una terapia di sostegno, antibiotici per il trattamento delle infezioni e trasfusioni di sangue. 
La cardiomiopatia indotta da dosi elevate di daunorubicina può essere irreversibile o letale ma, se diagnosticata precocemente, si possono ottenere dei buoni risultati con glicosidi cardioattivi, diuretici, regime dietetico iposodico e riposo.
Una cardiopatia preesistente o il trattamento concomitante con ciclofosfamide o altri farmaci antineoplastici come la dacarbazina, la doxorubicina o la mitomicina possono aumentare il rischio di cardiotossicità.
L'insufficienza epatica o renale comporta un aumentato rischio di tossicità del farmaco.
La daunorubicina può impartire una colorazione rossa alle urine per 1-2 giorni. Durante trattamento con daunorubicina, le donne in età fertile dovrebbero essere avvertite di evitare la gravidanza a causa dei potenziali effetti tossici sul feto.

## Dosi terapeutiche
La daunorubicina deve essere prima diluita in soluzione di sodio cloruro 0,9% o di glucosio 5% e quindi viene somministrata per infusione endovenosa rapida.
Il dosaggio del farmaco è espresso in termini di daunorubicina base ed è variabile a seconda della risposta clinica ed ematologica del paziente.
Nell'adulto la dose media varia da 30 a 60 mg/m2/die per 3-5 giorni successivi. La dose totale non deve superare i 500 mg/m2 e il ciclo di terapia può essere ripetuto dopo 3-6 settimane.
Quando la daunorubicina viene somministrata in combinazione con altri antineoplastici, la dose è generalmente compresa tra 30 e 45 mg/m2/die per 2 giorni successivi.
Il farmaco non deve essere somministrato per via intramuscolare o sottocutanea in quanto può determinare estese necrosi dei tessuti. Similmente non deve essere somministrata per via intratecale potendo determinare un danno esteso al sistema nervoso e condurre alla morte.

## Incompatibilità chimico-fisiche
Quando la soluzione di daunorubicina viene miscelata con soluzioni di eparina sodica o di desametasone sodio fosfato si forma precipitato.
La daunorobucina cloridrato risulta incompatibile con alluminio: la soluzione del farmaco, a contatto con le parti in alluminio di un ago o di un set perfusionale, diventa rossastra. 

## Stabilità e conservazione
La polvere di daunorobucina deve essere conservata a 15-25 °C in recipienti ben chiusi, al riparo dalla luce.
La soluzione di daunorubicina in acqua sterile per uso iniettivo deve essere protetta dalla luce. Tale soluzione è stabile per 24 ore a temperatura ambiente o per 48 ore a 2-8 °C.
La soluzione di daunorubicina è instabile in soluzioni alcaline (pH > 8). Con la decomposizione il colore della soluzione vira da rosso a blu-porpora.

## Storia
Negli anni cinquanta del XX secolo la società italiana Farmitalia Research Laboratories iniziò a cercare composti tumorali a partire da microbi presenti nel terreno. Fu isolato un nuovo ceppo di Streptomyces peucetius partendo da un campione di terreno preso dalla zona attorno al Castel del Monte, da questo batterio che produce un pigmento rosso fu ottenuto un antibiotico che risultò essere efficace contro i tumori nei topi. Questo composto fu scoperto contemporaneamente da dei ricercatori francesi. I due gruppi di ricercatori chiamarono il composto Daunorubicina, dall'unione delle parole "Dauni" (popolo pre romano che abitava quella zona) e "rubino" a causa del colore. I trial clinici iniziarono negli anni sessanta e il farmaco si rivelò efficace nel trattamento di leucemia acuta e linfoma però si vide anche che poteva provocare una tossicità cardiaca fatale.